# José Balaguer y Oromí
José Balaguer y Oromí (Barcelona, 1857-1926) fue un médico español.

## Biografía
Hijo del también médico Pablo Balaguer y Capella, nació en Barcelona en 1857. Siguió la carrera de Medicina, recibiendo en 1879 el título de licenciado y el de doctor en 1881.
Como corresponsal del Diario de Barcelona, formó parte de una expedición a Italia, Egipto y Palestina. Desde aquellos lugares escribió varias cartas que se publicaron en dicho periódico en noviembre y diciembre de 1879 y en enero del siguiente. En 1881 escribió el texto explicativo de la obra Bellezas del arte, colección de láminas de pintores y escultores célebres, grabadas por Bobes y editadas por Eusebio Riera.

## Obra
Fue autor de los siguientes escritos:
- «La leucemiaa» (1886), su tesis doctoral; y
- «Algunos datos sobre la epidemia de cólera ocurrida en octubre de 1885 en el manicomio de San Baudilio de Llobregat, causas inherentes al mismo que acrecentaron su desarrollo, y medidas adoptadas para combatirlas y atajar la epidemia» (1889),[2] que obtuvo mención honorífica en un concurso celebrado por la Real Academia de Medicina y Cirugía de Barcelona.

Asimismo, leyó una memoria en el Ateneo Barcelonés titulada «El trabajo de los niños: necesidad de limitarlo; modificaciones más convenientes en al legislación española», que más tarde se publicaría en la Gaceta sanitaria de Barcelona.